# Xenosmilus hodsonae
Xenosmilus hodsonae je druh vyhynulé kočkovité šelmy z podčeledi Machairodontinae, jediný zástupce monotypického rodu Xenosmilus. Jeho fosilie byly poprvé náhodně objeveny pracovníky lomu začátkem 80. let 20. století na území Floridy a původně byly považovány za zástupce rodu Homotherium. Teprve na konci 90. let byly mezi kostmi obou zvířat nalezeny odlišnosti a v roce 2000 byl vědecky popsán nový rod Xenosmilus. Z Floridy jsou známy pouze jediné dvě téměř kompletní kostry xenosmila, kosti podobné ostatkům xenosmila byly nalezeny také v Uruguayi, ale protože se jednalo jenom o fragmentární pozůstatky, nemohlo dojít ke spolehlivé identifikaci. Kvůli malému množství kosterních pozůstatků je těžké také spolehlivě vymezit přesný časový rozptyl, kdy toto zvíře žilo. Vyskytovalo se pravděpodobně během období pleistocén před 1,8 až 0,3 miliony lety.
Xenosmilus měl částečné anatomické vlastnosti obou tribů v podčeledi Machairodontinae, a proto byla jeho systematika obtížnější. Měl podobně podsadité a osvalené tělo a kratší končetiny jako zástupci tribu Smilodontini a naopak zuby podobné zástupcům tribu Homotherini. Podle analýzy z roku 2007 byla tato šelma nejblíže spřízněna s druhem Homotherium serum, patřila tedy do tribu Homotherini.
Špičáky byly ploché a zoubkované, řezáky velké a vyčnívající z tlamy. Mezi horními špičáky a řezáky došlo k redukci zubní mezery. Trháky byly mohutné a ostré. Čelo měl Xenosmilus úzké, lebka se výrazně zužovala za očnicemi, čímž se odlišovala od lebky homotheria. Hmotnost xenosmila se odhaduje na 230 až 400 kg, což je podobná hmotnost, jaké dosahoval Smilodon; Xenosmilus byl menší nežli Smilodon, ale mohutnější. Díky své hmotnosti mohl Xenosmilus strhnout k zemi téměř jakýkoli druh kořisti. Jednou z preferovaných kořistí byla prasata pekari, jejich ostatky byly objeveny v blízkosti pozůstatků xenosmila. Během pleistocénu se v Severní Americe vyskytovaly i jiné druhy predátorů, jako vlci Canis dirus a Canis armbrusteri a jiné druhy machairodontů, se kterými mohl být Xenosmilus v kompetičním vztahu.